# 凱納索鎮區 (內布拉斯加州亞當斯縣)
凱納索鎮區（英語：Kenesaw Township）是位於美國內布拉斯加州亞當斯縣的一個行政鎮區。

## 地方資料
凱納索鎮區的面積為93.87平方千米，皆為陸地。根據2020年美國人口普查的數據，當地共有人口1045人，而人口密度為每平方千米11.13人。